# Юрбен де Майє, 1-й маркіз Брезе
Урбен де Майє, 1-й маркіз Брезе (1597 — 13 лютого 1650) — французький військовик і дипломат XVII століття, який був маршалом Франції, послом у Швеції в 1632 році та віцекоролем Каталонії з 1641 по 1642 роки.
Його шлюб з молодшою сестрою кардинала Рішельє, французького головного міністра з 1624 по 1642 роки, приніс успіх і величезне багатство. Його син обіймав низку вищих військово-морських посад, а його донька вийшла заміж за Луї, принца Конде. Він втратив посаду після смерті Рішельє в грудні 1642 року і провів решту свого життя у своїх маєтках у Міллі-ле-Мегон, де й помер 13 лютого 1650 року.

## Біографія

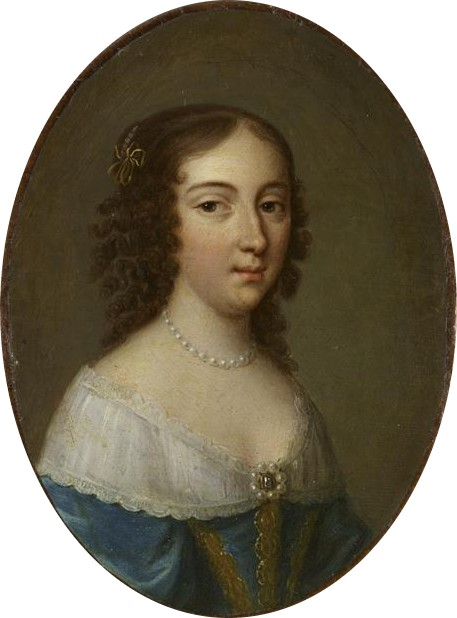
Клер-Клеманс де Майє, дочка Юрбена, яка вийшла заміж за принца Конде

Юрбен де Майє-Брезе народився в 1597 році в родині Шарля де Майє (1568—1613), сеньйора Брезе, і Жаклін де Теваль. Його батька описували як «есквайра», що вказувало на те, що він належав до знаті. Через два роки після його смерті в 1615 році його мати Жаклін придбала титул маркізи.
У 1617 році Юрбен одружився з Ніколь дю Плессі (1587—1635), молодшою сестрою кардинала Рішельє. У них було двоє дітей: Жан-Арман (1619—1646), який став адміралом і наступником свого дядька на посаді герцога де Фронсака, і Клер-Клеманс де Майє (1628—1694), яка вийшла заміж за принца Конде (1621—1686). Незважаючи на величезне придане, Конде глибоко обурювався через примусовий шлюб з людиною, яку він вважав соціально нижчою. 

## Кар'єра
Хоча його шлюб гарантував визнання, необхідне для успішної кар'єри, Майє-Брезе також був компетентним військовим. У 1620 році він був призначений командиром особистої гвардії Марії Медічі; під час повстань гугенотів 1622—1630 років він брав участь в облозі Ла-Рошелі та Сен-Мартен-де-Ре.
У березні 1629 року під час Війни за мантуанську спадщину 1628—1631 років він брав участь у знаменитій операції, коли французи штурмували барикади, що блокували Па-де-Суз. До кінця місяця вони зняли облогу Казале-Монферрато і зайняли стратегічну фортецю Пінероло. 
У 1635 році він завоював Гайдельберг і Шпаєр разом з Жаком-Номпаром де Комоном, герцогом де ла Форсом, на чолі німецької армії.
У 1635 році він був поставлений разом з Гаспаром III де Коліньї на чолі французької армії, яка вторглася у Фландрію. Вони здобули перемогу в битві при Ле-Авені проти іспанців, але облога Левена була повною невдачею.
У 1641 році разом з герцогом де ла Меєре він підкорив Ленс за 3 дні, Ер-сюр-ла-Ліс (серпень) і Бапом (вересень).
Після цих успіхів Майє став віцекоролем щойно завойованої Каталонії. Він намагався витіснити іспанців з Колліура, Перпіньяна та Сент-Марі, але зазнав невдачі. У травні 1642 року він був замінений і пішов у відставку, щоб провести решту свого життя у своєму замку в Міллі-ле-Мегон.